# Mucama
Mucama era a designação dada, no Brasil, a negra escrava dos seus senhores. Assim também era conhecida a moça escolhida para auxiliar em serviços domésticos ou fazer companhia a pessoas da família, geralmente as sinhás. Ela era escolhida especialmente para essas funções e acabava sendo tida como escrava de estimação. Algumas vezes também era a ama-de-leite.
Exemplo na literatura temos a mucama Lucinda de Joaquim Marcelo. 
As mucamas muitas vezes eram submetidas por seus senhores a torturas físicas, psicológicas e sofriam estupro. Existem alguns romances que colocam tais personagens como heróis, e como conselheiras das filhas dos barões do café e dos proprietários de fazendas.